# Onchidoris miniata
Onchidoris miniata is een slakkensoort uit de familie van de Onchidorididae. De wetenschappelijke naam van de soort werd voor het eerst geldig gepubliceerd in 1901 door A. E. Verrill.